# Филип Буков
Филип Светозаров Буков е български актьор, инфлуенсър и телевизионен водещ. Известен с ролите си на доктор Хаджихристев в медицинския сериал „Откраднат живот“, адвоката Алекс в ситкома „Татковци“ и художника Антон в „Аферата Пикасо“. Също така е известен с участията си в риалити предаванията „Сървайвър“ и „Денсинг Старс“.

## Биография
Буков е роден на 15 декември 1993 г. в град София, Република България.
През май 2013 г. завършва Национална гимназия за древни езици и култури „Константин Философ“, а след това завършва само семестриално философия в Софийския университет „Св. Климент Охридски“, в който също завършва магистратура по лингвистика през 2020 г.
През септември 2016 г. е приет в НАТФИЗ „Кръстьо Сарафов“ със специалност „Актьорско майсторство за драматичен театър“ в класа на проф. Стефан Данаилов и завършва през май 2020 г. – шест месеца след неговата смърт. Състудент е на Радина Боршош, Антон Порязов, Марин Рангелов, Явор Вълканов и други.

## Актьорска кариера

### Театрална кариера
През февруари 2017 г. Буков започва актьорската си кариера, играещ един от конете в „Еквус“ в Младежкия театър „Николай Бинев“ под режисурата на Стайко Мурджев. В същата година участва на театралния фестивал „Сцена на кръстопът“ в град Пловдив, където играе в представлението „Последно повикване“. Във фестивала си партнира със състудентите си Радина Боршош и Явор Вълканов.
Между декември 2018 г. до 2020 г. участва в дипломните представления на класа си в Академията, измежду които са „Кръв и власт“, „Зверското синьо“ и „Лодкарят“ в Театър НАТФИЗ, както и „Братя Карамазови“ в Народния театър „Иван Вазов“ в епизодична роля през 2019 г.
През май 2022 г. участва в авторския спектакъл „Петък вечер“ на режисьора Ивайло Ненов, заедно с Павел Иванов, Христо Пъдев и Стоян Дойчев.
На 9 декември 2022 г. участва в спектакъла „Стефан Данаилов на 80: Години любов“ на режисьорката Росица Обрешкова, който се състои в Народния театър „Иван Вазов“. Там си партнира с Радина Боршош, Деян Ангелов, Александър Кадиев, Павел Иванов, Иван Юруков, Евелин Костова, Кристина Димитрова, Нина Николина и други.
На 29 май 2023 г. участва в събитието „За любовта...“ в Sofia Live Club по режисурата на Димитър Коцев-Шошо, където си партнира с Цветана Манева, Александра Сърчаджиева, Александър Сано, Дарин Ангелов, Петър Антонов, Радена Вълканова, Боряна Братоева, Александър Евгениев и Николаос Цитиридис.
На 5 юни 2023 г. участва в спектакъла „Нощните рицари“ по режисурата на Яна Борисова, където си партнира с Александър Сано, Христо Петков и Петър Антонов.
На 13 септември 2023 г. играе в авторския спектакъл „Неделя сутрин“, където освен че си партнира с колегите си от „Татковци“, партнира си с музиканта и световния шампион по бийтбокс Александър Деянов - Skiller.
На 12 юни 2024 г. играе в комедията „Молба за напускане“ на Алексей Клас в Открита сцена „Сълза и смях“ на режисьора Богдан Петканин, където партнира на Руслан Мъйнов, Петьо Петков, Антоан Петров, Силвестър Силвестров и Петър Данов.

### Кариера в киното и телевизията
Буков е участвал в студентски проекти и няколко продукции като каскадьор в „Ню Бояна Филм Студиос“.
През 2019 г. прави дебютната си роля в късометражния филм „Олимпийски надежди“ на режисьора Николай Урумов.
През януари 2020 г. до май 2021 г. става известен с ролята си на доктор Владимир Хаджихристев в сериала „Откраднат живот“. В сериала често си партнира с актрисите Диана Димитрова (доктор Зорница Огнянова) и Неда Спасова (сестра Кая Райкова).
През юни 2021 г. се превъплъщава в ролята на Алекс, който е един от главните роли в ситкома „Татковци“ на режисьорката Яна Титова, където си партнира с Христо Пъдев, Стоян Дойчев и Павел Иванов. Премиерата му е на 21 септември 2021 г. по bTV и приключва на 29 юли 2022 г.
През август 2022 г. се превъплъщава в ролята на Антон в криминалната комедия „Аферата Пикасо“ на режисьора Ян Янев, чиято премиера е на 13 октомври 2023 г.
През юни 2023 г. се снима в новия българския трагикомичен сериал „Всичко за сина ми“ – с участието на Димитър Рачков и Христина Апостолова на режисьора Павел Г. Веснаков, който предстои да се излъчи по БНТ 1 през 2024 г..
На 16 септември 2023 г. е част от предаването „Животът по действителен случай“ като водещ на култовата рубрика „Топ 10“ – на мястото на Иво Аръков.
През януари 2024 г. се снима в рекламата на „Happy Доставка“ под мотото „А сега ще си хапна“.

### Музикални видеоклипове
През лятото на 2022 г. участва в музикалните клипове на песните How to Ruin a Life и Were you ever в изпълнение на поп певицата Виктория Георгиева.
През септември 2022 г. участва в музикалния клип на попфолк песента „Черните очи“ в изпълнение на попфолк певицата Цветелина Янева.

## Участия в риалити предавания
През февруари 2023 г. участва в седмия сезон на риалити предаването „Сървайвър“ по bTV, под наслова „В непознати води“, в който е част от племето „Известни“. На 7 март 2023 г. напуска шоуто заради здравословен проблем.
На 30 януари 2024 г. се включва в петия сезон на танцовото шоу „Денсинг Старс“ по същата телевизия, който се излъчва на 20 февруари.

## Участия в театъра
Буков има около 11 участия на театралната сцена.

### Международен фестивал на монодрамата „Към звездите“
- 2017 – „Портиерът“ от Харолд Пинтър – режисьор: Сава Драгунчев[53]

### Международен театрален фестивал „Сцена на кръстопът“ –Пловдив
1. септември 2018 г. – „Няма да платим! Няма да платим“ от Дарио Фо
2. септември 2018 г. – „Арт“ по Ясмина Реза[54]

### Младежки театър „Николай Бинев“
- 18 февруари 2017 г. – „Еквус“ на Питър Шафър – режисьор: Стайко Мурджев[55]

### Театър НАТФИЗ
1. 20 декември 2018 г. – „Кръв и власт“ на Уилям Шекспир, Кристофър Марлоу и Джон Уебстър, режисьор: Росица Обрешкова[56][57][58]
2. 8 февруари 2019 г. – „Зверското синьо“ от Филип Ридли – режисьор: Сава Драгунчев[13]
3. 29 ноември 2019 г. – „Лодкарят“ на Джез Бътъруърт – режисьор: Сава Драгунчев[14][59]

### Народен театър „Иван Вазов“
1. „Братя Карамазови“ на Фьодор Достоевски – режисьор: Деян Пройковски
2. „Актрисата“ на Питър Куилтър – режисьор: Стефан Данаилов[60]
3. 9 декември 2022 г. – „Стефан Данаилов на 80: Години любов“ – режисьор: Росица Обрешкова[17]

### Открита сцена „Сълза и смях“
1. 12 юни 2024 г. – „Молба за напускане“ от Алексей Клас – режисьор: Богдан Петканин[21]

## Филмография
Буков има общо 5 участия в киното и телевизията.
1. „Олимпийски надежди“ (2019) – Боксьорът
2. „Откраднат живот“ (2020 – 2021) – доктор Владимир Хаджихристев, уролог в болница „Света Анастасия“[1]
3. „Татковци“ (2021 – 2022) – Александър Костов („Алекс“), адвокат и баща на Макс[2][61]
4. „Аферата Пикасо“ (2023) – Антон Дончев[62]
5. „Всичко за сина ми“ (2024)[34]

## Участия в музикални клипове
1. 2022 – How to Ruin a Life (Виктория Георгиева)[40][41]
2. 2022 – „Черните очи“ (Цветелина Янева)
3. 2022 – Were you ever? (Виктория Георгиева)

## Участия в реклами
- януари 2024 г. – Рекламно лице на „Happy Доставка“[38][39]

## Други дейности
Буков се изявява и като боксьор и спаринг партньор на Тервел Пулев.
През 2022 г. е част от журито на конкурса „Най-красивата абитуриентка“, заедно с водещата Натали Трифонова и актрисата Радина Кърджилова.
През септември 2022 г. е посланик на кампанията „Искам да уча“ на УНИЦЕФ. На 9 септември същата година участва в краткия клип „Натисни, преди да натиснеш Send“ на режисьора Виктор Чучков. На 4 октомври Буков участва в благотворителната кампания „Търг на звездите“. На 16 октомври завършва курс по парашутизъм в SkyDive Sofia.
Участва в различните събития на „Пощенска кутия за приказки“.

## Личен живот
Буков има връзка с Ани, студентка по журналистика в Софийския университет.

## Награди
През август 2021 г. получава наградата „Андрей Баташов“ от ордена на „Рицарите Тамплиери“.
През декември 2022 г. получава наградата VIP Awards в категорията „Актьор на годината“.